# Лобендава
Лобендава (чеш. Lobendava) је насељено мјесто са административним статусом сеоске општине (чеш. obec) у округу Дјечин, у Устечком крају, Чешка Република. Лобендава је најсевернија тачка Чешке Републике.

## Становништво
Према подацима о броју становника из 2014. године насеље је имало 343 становника.